# دايمن جارفي
دايمن جارفي (بالإنجليزية: Damien Garvey)‏ هو ممثل أسترالي، ولد في 1901 في أستراليا.

## أعمال

### أفلام
- (2009) مقتحمو النهار
- (2012) طعم[3]

## وصلات خارجية
- دايمن جارفي على موقع IMDb (الإنجليزية)
- دايمن جارفي على موقع قاعدة بيانات الفيلم (الإنجليزية)